# Rue Armand-Carrel
Pour l’article homonyme, voir Rue Armand-Carrel (Rouen).
La rue Armand-Carrel est une voie du 19e arrondissement de Paris, en France.

## Situation et accès
La rue Armand-Carrel est une voie publique située dans le 19e arrondissement de Paris. Elle débute au 1, avenue de Laumière et se termine rue Bouret.

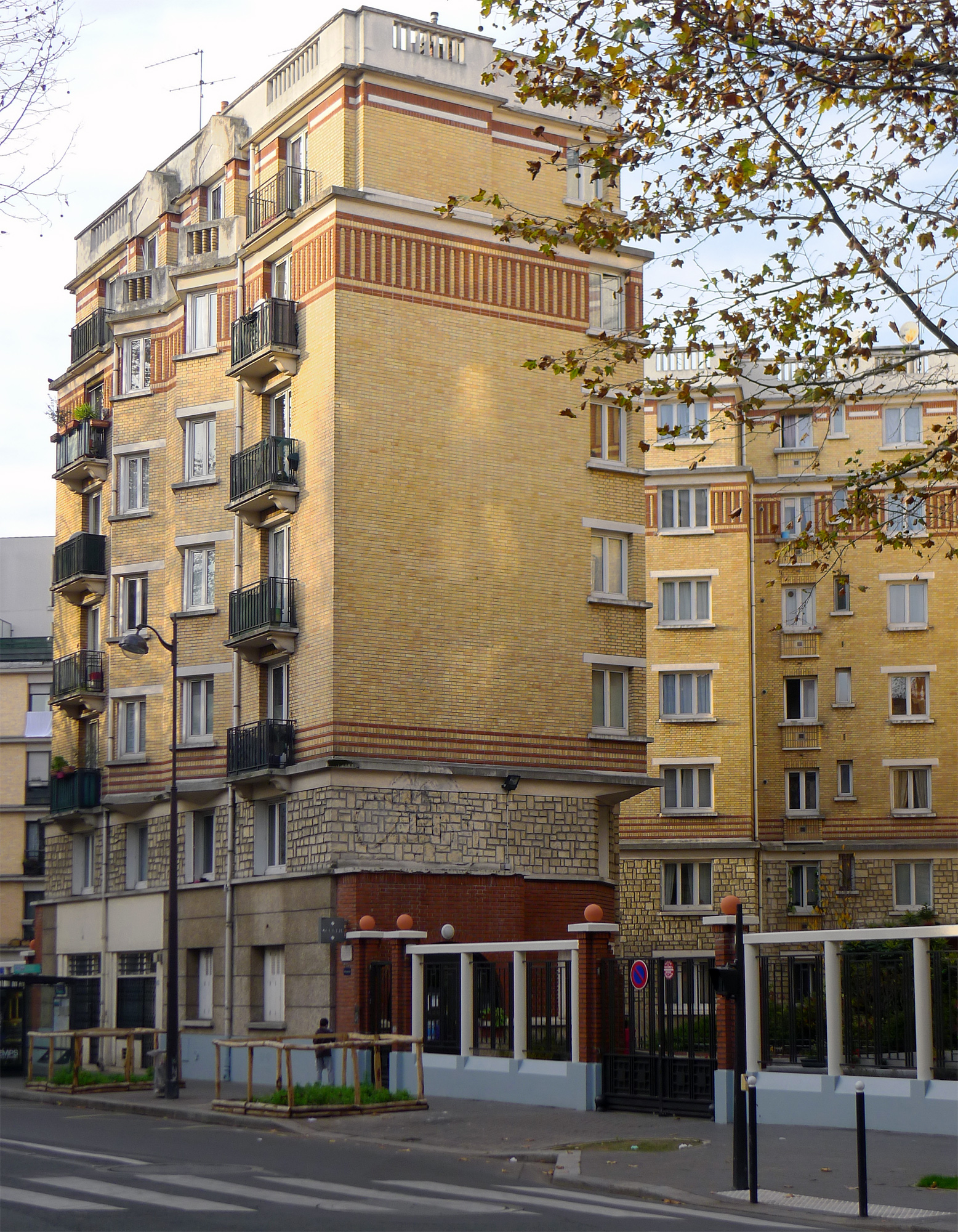
Immeubles de la ville de Paris.

## Origine du nom
Elle porte le nom du publiciste et homme politique Nicolas Armand Carrel (1800-1836).

## Historique
Un premier tronçon de cette rue est ouvert, sur une trentaine de mètres, en 1883 entre la place Roger-Madec et les nos 11 et 16 de la rue situés après la rue Cavendish. Un second tronçon d'une longueur de 70 mètres est créé entre la propriété de la compagnie Fresne et la rue de Meaux, lors de l'établissement du groupe scolaire de la rue de Meaux.
Ces deux tronçons sont réunis en 1925.
En 1937, le tronçon compris entre les rues de Meaux et Lally-Tollendal est ouvert par la Ville de Paris.
La partie comprise entre les rues Lally-Tollendal et Clovis-Hugues est ouverte en 1938 avant d'être prolongée une nouvelle fois jusqu'à l'avenue Jean-Jaurès et la rue Bouret.[pas clair]

## Bâtiments remarquables et lieux de mémoire
- No 45 : ancienne école de fille. Lycée professionnel public Armand-Carrel, fermé en 2023[1].